# Vieux pont sur la Flume
Le pont sur la Flume est un pont médiéval situé dans la commune de Pacé, dans le département français d'Ille-et-Vilaine, région Bretagne.

## Localisation
Le pont se trouve au lieu-dit le pont de Pacé à l'ouest du bourg de la commune de Pacé. Il se trouve sur la rivière Flume.
Le pont a globalement une orientation est-ouest. Il fait la jonction entre la rue Docteur Léon et l’avenue Étienne et Mathilde Pinault.

## Historique
Remontant au Moyen Âge, il a été plusieurs fois remanié.
Il fait l’objet d’une inscription au titre des monuments historiques le 29 avril 1971,.

## Description et architecture

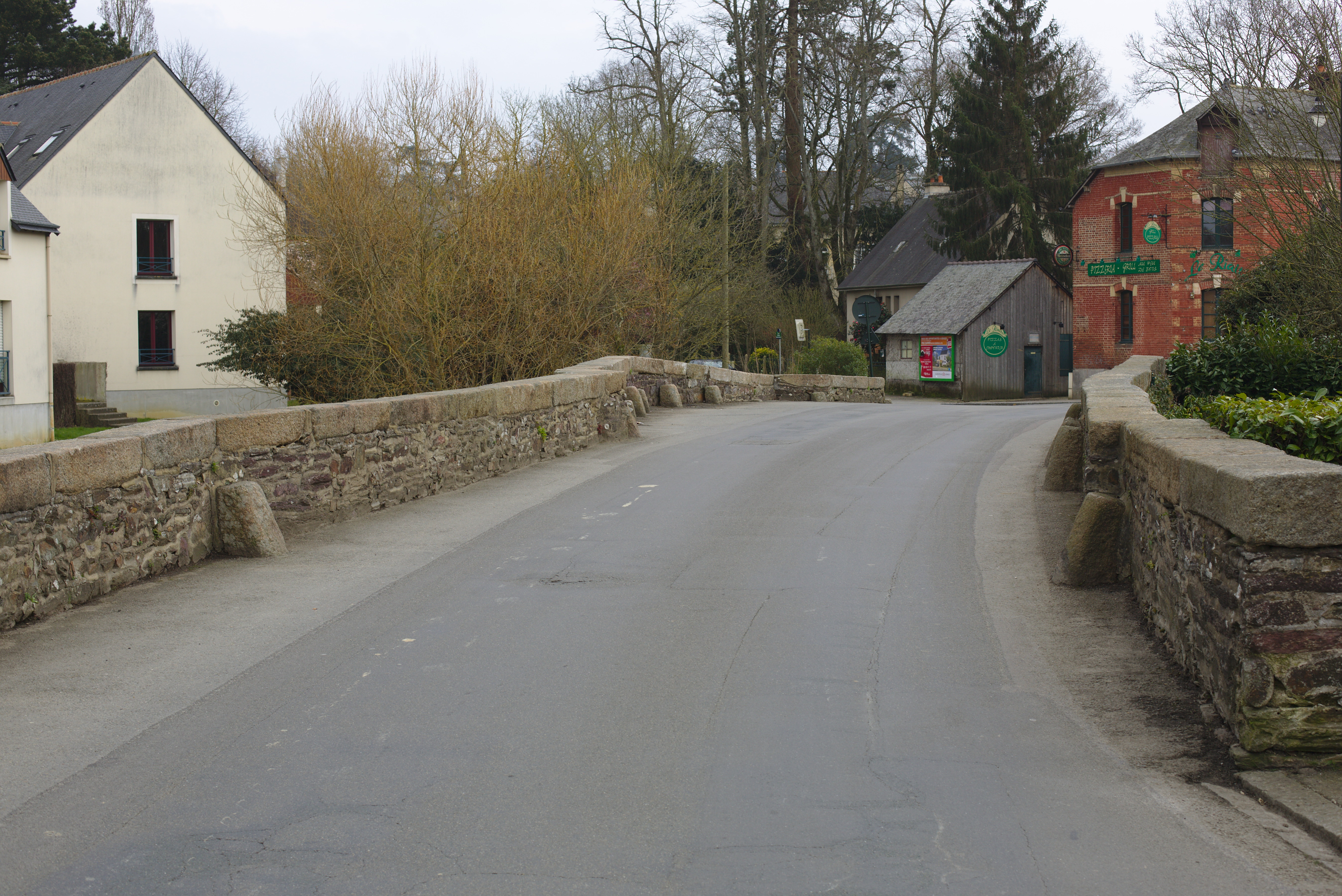
Vue de la route.

Il est formé de trois arches dont deux jumelles au centre et une troisième à gauche. Au total, il mesure plus de 30 mètres.
Les abords, en remontant la Flume, sont aménagés.